# Harsefeld

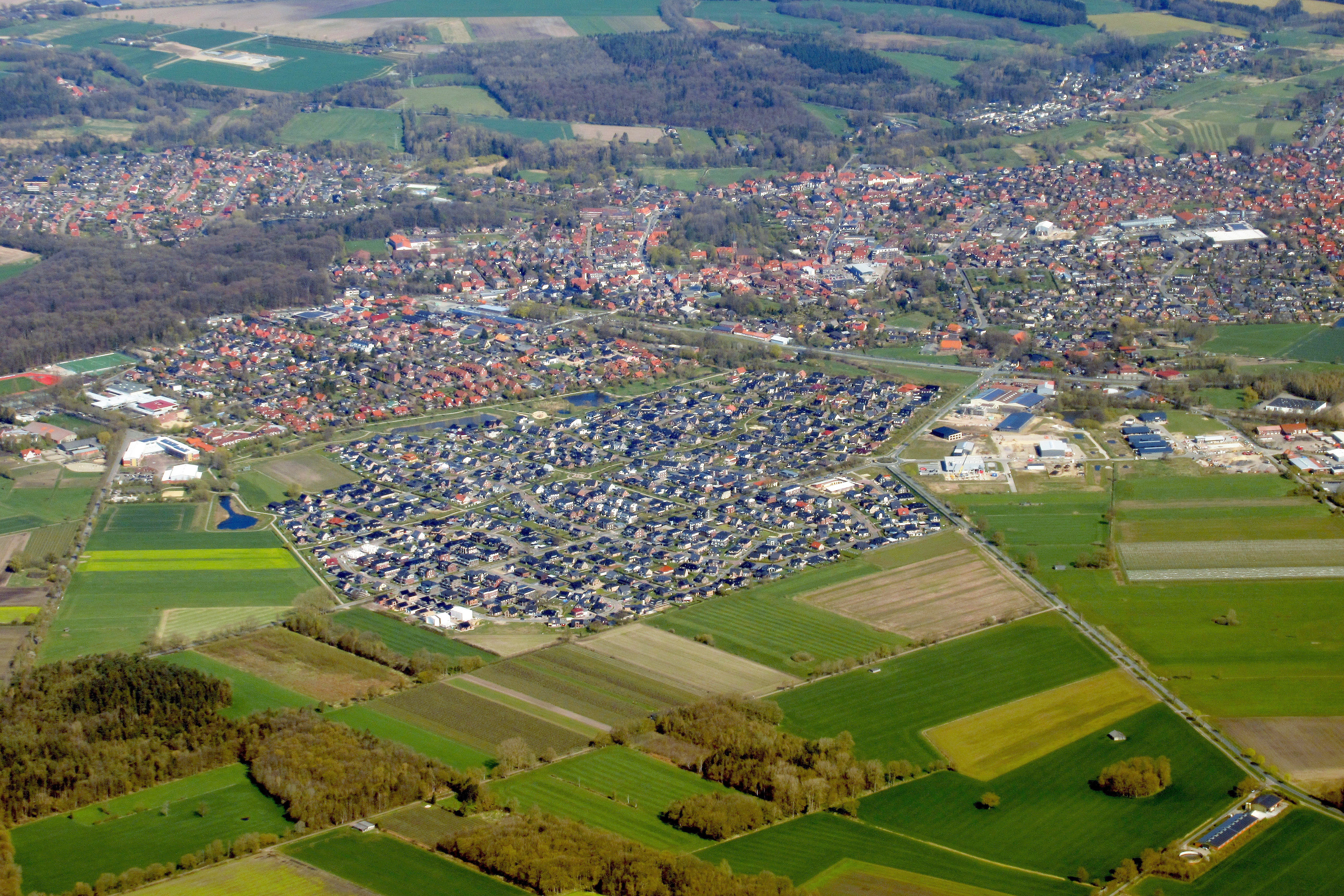
Harsefeld

Harsefeld (niederdeutsch Ha(r)sfeld) ist ein Flecken im Landkreis Stade, Niedersachsen. Von 1104 bis 1648 bestand hier das Kloster Harsefeld, eine bedeutende Benediktinerabtei. Anschließend war Harsefeld über Jahrhunderte hinweg Verwaltungssitz des Amtes Harsefeld und heute namengebender Ort für die Samtgemeinde Harsefeld.

## Geografie

### Geografische Lage
Harsefeld liegt auf der zur Stader Geest gehörenden Zevener Geest im Elbe-Weser-Dreieck zwischen den Städten Buxtehude, Stade und Zeven und in der Agglomeration der Luftlinie 34 km entfernten Metropole Hamburg. Bremen liegt Luftlinie 63 km entfernt; Harsefeld hat eine günstige Lage zwischen den beiden Metropolen. Umschlossen wird der Flecken durch die Samtgemeinde Fredenbeck im Norden, die Samtgemeinde Horneburg im Nordosten, die Samtgemeinde Apensen im Osten und Südosten sowie die gleichnamige Samtgemeinde im Süden, Südwesten, Westen und Nordwesten.

### Gliederung
Neben dem Kernort besteht der Flecken aus den Ortsteilen:
- Griemshorst
- Hollenbeck (mit Klein Hollenbeck)
- Issendorf
- Ruschwedel
- Weißenfelde

Die beiden Ortsteile Griemshorst und Weißenfelde gehörten immer mit zu Harsefeld, alle übrigen Ortsteile wurden im Zuge der Gebietsreform zum 1. Juli 1972 nach Harsefeld eingemeindet. Vor ihrer Eingemeindung bildeten Issendorf und Ruschwedel bereits von 1967 bis 1972 eine Samtgemeinde mit Harsefeld.

### Nachbargemeinden
An den Flecken Harsefeld grenzen folgende Gemeinden im Uhrzeigersinn von Norden beginnend:
- Samtgemeinde Fredenbeck mit der Gemeinde Deinste
- Samtgemeinde Horneburg mit den Gemeinden Horneburg und Bliedersdorf
- Samtgemeinde Apensen mit den Gemeinden Apensen und Sauensiek
- Samtgemeinde Harsefeld mit den Gemeinden Ahlerstedt und Bargstedt.

### Nächste Städte
| Hemmoor 44 km, Cuxhaven 88 km        | Stade 17 km                                 | Jork 18 km                                     |
| Bremervörde 30 km, Bremerhaven 71 km | Kompassrose, die auf Nachbargemeinden zeigt | Buxtehude 16 km, Hamburg 69 km                 |
| Zeven 26 km, Bremen 89 km            | Sittensen 23 km, Rotenburg (Wümme) 57 km    | Tostedt 30 km, Buchholz in der Nordheide 43 km |

### Gewässer

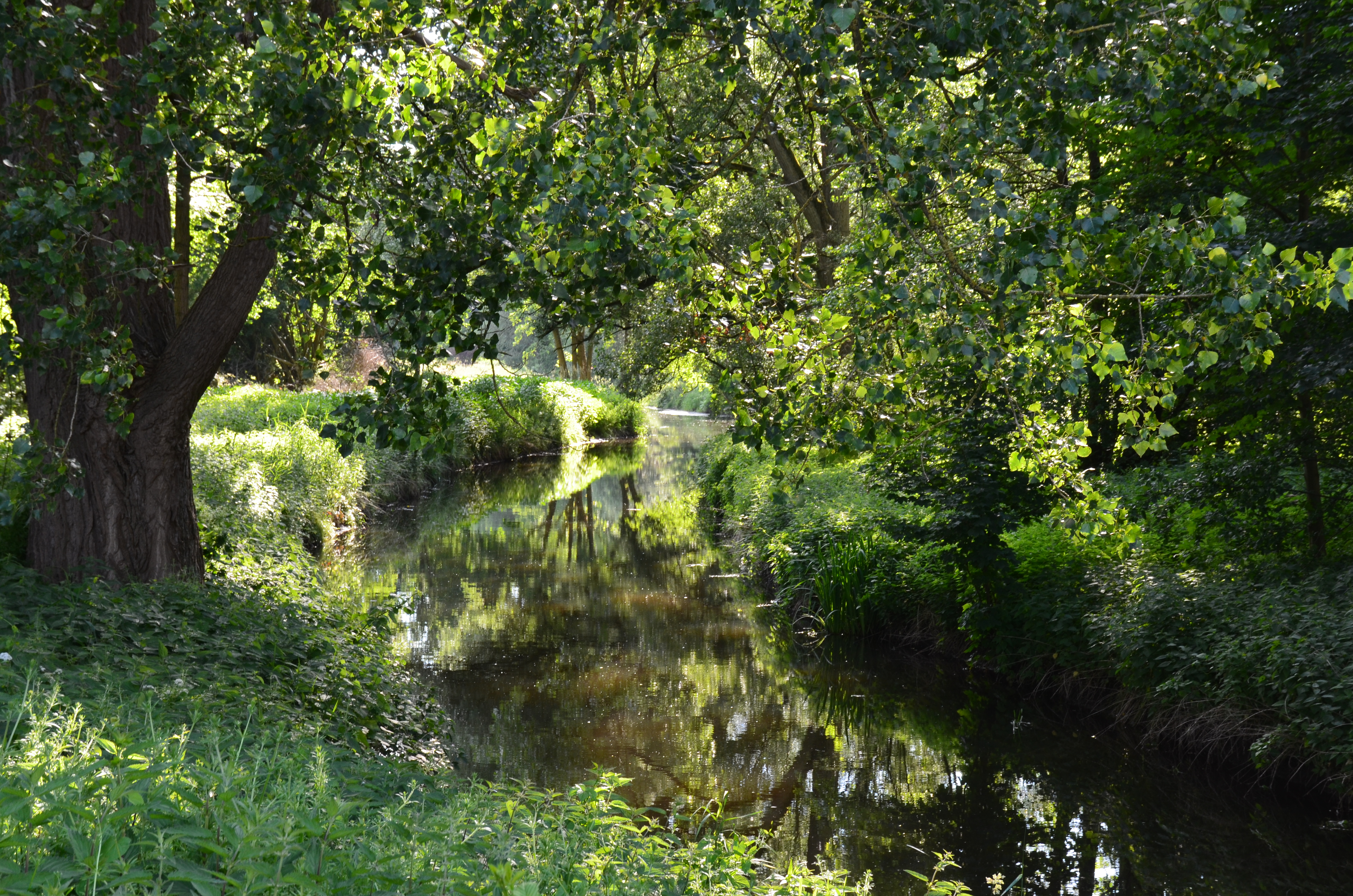
Die Aue bei Harsefeld

Durch die Gemeinde verläuft der kleine Fluss Aue, der durch Klein Hollenbeck, den Nordrand des Kernortes und Issendorf fließt. Der Fluss bildet hier ein Tal, das Auetal, das als Landschaftsschutzgebiet und zum Teil als Naturschutzgebiet (Aueniederung und Nebentäler) ausgewiesen ist. Die Aue fließt in Horneburg mit der Landwettern zur Lühe zusammen und mündet nach zehn weiteren Kilometern in die Elbe.
Die Aue hat einige Nebenflüsse, wie beispielsweise den Rellerbach, der durch den Kernort fließt und nahe der Gemeindegrenze zu Bargstedt in die Aue mündet, und den Steinbeck, der nahe Kammerbusch entspringt, durch Ruschwedel und die Steinbeckforst fließt und nahe der Gemeindegrenze zu Bliedersdorf in die Aue mündet. Der Rellerbach wird durch eine Reihe von Regenrückhaltebecken reguliert.
Durch den Abbau von Kies, Sand und Ton sind in Harsefeld einige kleine Baggerseen entstanden, wie die Tonkuhle und der See in der ehemaligen Kiesgrube Am Sande. Es gibt Bestrebungen, die ehemalige Kiesgrube unter Naturschutz zu stellen. Derzeit findet dort vor allem Angelbetrieb statt. Eine touristische Nutzung bleibt wohl aus. Des Weiteren bestehen zahlreiche kleine und größere Teiche im Gemeindegebiet.

### Geologie
Harsefeld liegt auf der zur Zevener Geest gehörenden Harsefelder Geest und ist somit überwiegend auf Geestboden gelegen. Kleine Waldbestände und die Wiesentäler der Aue prägen das leicht hügelige Landschaftsbild. Größere Erhebungen im Gemeindegebiet sind der Ehrensberg und der Mühlenberg. Von großen Waldbeständen ist bis auf den 694 ha großen Naturwald Braken, der Harselah bei Griemshorst und der Steinbeckforst sowie den Waldbeständen im Naturschutzgebiet Aueniederung und Nebentäler nicht viel erhalten geblieben; große Teile der Landschaft wurden für landwirtschaftliche Zwecke kultiviert. Am westlichen und südwestlichen Rand des Kernorts erstrecken sich zudem die Waldstücke Wieh und Meinkenhop. Es sind auch einige Moorflächen erhalten geblieben, beispielsweise das Kahle und Wilde Moor, ein entwässertes Hochmoor mit umfangreichen Beständen an Buchen-Kiefern-Moorwald.

### Klima
Das Klima in Harsefeld ist warm und gemäßigt. Es fällt überdurchschnittlich viel Niederschlag, selbst während des trockensten Monats. Die Jahresdurchschnittstemperatur beträgt 8,4 °C. Der Jahresniederschlag beläuft sich auf 753 mm. Wärmster Monat ist der Juli, kältester der Januar. Der niederschlagsärmste Monat ist Februar, der August ist der niederschlagsreichste. 
|                       | Jan  | Feb  | Mär  | Apr  | Mai  | Jun  | Jul  | Aug  | Sep  | Okt  | Nov | Dez  |   |      |
| Mittl. Tagesmax. (°C) | 2,5  | 3,2  | 7,3  | 11,9 | 17,2 | 20,5 | 21,8 | 21,6 | 18,7 | 13,2 | 7,3 | 4    | ⌀ | 12,5 |
| Mittl. Tagesmin. (°C) | −2,4 | −2,7 | −0,2 | 2,9  | 6,5  | 9,7  | 11,8 | 11,5 | 8,8  | 5,5  | 2,1 | −0,5 | ⌀ | 4,5  |
|                       |      |      |      |      |      |      |      |      |      |      |     |      |   |      |
| Niederschlag (mm)     | 60   | 43   | 51   | 47   | 58   | 72   | 79   | 81   | 67   | 60   | 66  | 69   | Σ | 753  |

| −2,4 |

| −2,7 |

| −0,2 |

| 2,9 |

| 6,5 |

| 9,7 |

| 11,8 |

| 11,5 |

| 8,8 |

| 5,5 |

| 2,1 |

| −0,5 |

| −2,4 |

| −2,7 |

| −0,2 |

| 2,9 |

| 6,5 |

| 9,7 |

| 11,8 |

| 11,5 |

| 8,8 |

| 5,5 |

| 2,1 |

| −0,5 |

| N i e d e r s c h l a g | 60  | 43  | 51  | 47  | 58  | 72  | 79  | 81  | 67  | 60  | 66  | 69  |
|                         | Jan | Feb | Mär | Apr | Mai | Jun | Jul | Aug | Sep | Okt | Nov | Dez |

## Geschichte

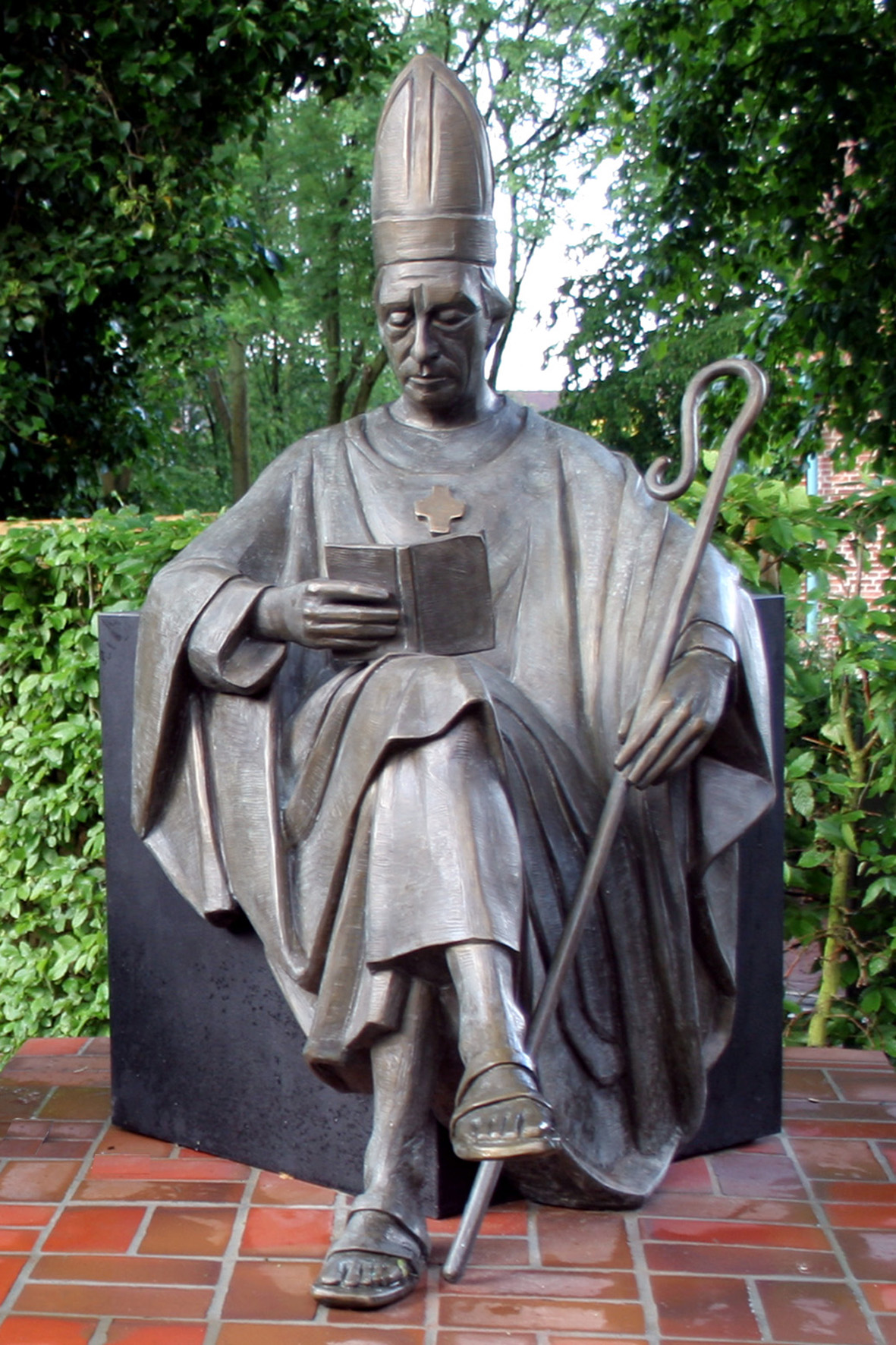
Erz-Abt zu Harsefeld, Bronze von Bildhauer Carsten Eggers

Nordöstlich von Harsefeld befinden sich 22 Grabhügel auf dem Hohekamp. Der größte und an der höchsten Stelle gelegene Grabhügel hatte einen Durchmesser von fast 25 Metern und eine Höhe von vier Metern. Der Grabhügel Königsgrab – auch „Osterberg“ genannt – wurde 1910/11 vom Besitzer durchgegraben. Eine archäologische Untersuchung fand statt.
Der Bau der Burg Harsefeld wird in der Chronik von Thietmar von Merseburg auf 969 n. Chr. datiert. Sie war bis zur Errichtung der Grafschaft Stade Sitz der Udonen. Nach ihrer Niederlegung wurde das Areal als Kloster Harsefeld vom Orden der Benediktiner mit im 15. Jahrhundert errichteter Kirche genutzt. 1546 wurden Kloster und Kirche vom Ritter Pentz aus Mecklenburg auf Grund von Geldschulden fast vollständig zerstört. Die in spätgotischen Formen ausgeführte Abteikirche St. Marien und Bartholomäi wurde 1648 mit Turm wieder errichtet.
„Unterhalb Harsefeld ergießt sich der Steinbach in die Lühe, weshalb Harsefeld, auf der linken Seite des Steinbach belegen, nach Bremen fällt“, schrieb Landschaftsdirektor Wilhelm von Hodenberg 1858. „Im eigentlichen Harsefeld ist Geest, von der Aue und Lühe bewässert; Alt und Neukloster, an der Este liegend, hat meist morastigen Boden“, erläutert Peter von Kobbe 1824.
Bedeutung hat das 1740 errichtete Amtshofgebäude am Rande der Klosteranlage. Darin befindet sich die Friedrich-Huth-Bücherei. Sie wurde 1845 von dem Kulturförderer Friedrich Huth (1777–1864) gestiftet. Der Kaufmann wuchs in Harsefeld auf, brachte es als Bankier in London zu einem beachtlichen Vermögen. Kurz vor seinem Tod besuchte er noch einmal seine Heimat und beschloss, für die Harsefelder Bürger eine Volksbibliothek zu stiften. Dafür spendete er 1750 Goldtaler. Anfänglich umfasste die Bibliothek rund 1000 Bände, bald darauf waren es schon 3000 Exemplare. Noch heute zählt die Bücherei zu den bestausgestatteten im Landkreis Stade. Zu Ehren des großzügigen Spenders wurde 1998 eine überlebensgroße Bronze-Büste vor dem Amtshof enthüllt. Geschaffen wurde das Kunstwerk von Bildhauer Carsten Eggers.
Im Flecken Harsefeld brannten am 30. Mai 1799 insgesamt 80 Wohn- und Nebengebäude ab. Mittags um 11 Uhr, als die Einwohner bei der Feldarbeit waren, sei die Feuersbrunst entstanden, wie in den „Hannoverischen Anzeigen“ vom 17. Juni 1799 mitgeteilt wurde. Innerhalb von vier Stunden seien 53 Wohnhäuser mit 21 Nebengebäuden, auch das Pfarrhaus, abgebrannt. Wenig sei gerettet worden. 64 Familien seien obdachlos geworden und ihrer Habe und Güter beraubt worden.

### Name
Harse soll vom altsächsischen horsa bzw. hers = Ross, Pferd stammen, sodass der Name Harsefeld mit Feld der Pferde/Rösser gedeutet werden kann. Namensvarianten in mittelalterlichen Urkunden gestützt, sind u. a. Herseveld (969) und Rossenvelde (1101).
Eine andere Theorie besagt, dass Harse von Hirse kommen soll.

In einer weiteren Überlieferung heißt es dann, dass der Name Harsefeld von den ersten Siedlern vergeben wurde. Diese haben der Überlieferung nach ein blindes Pferd so lange laufen lassen, bis es an einer saftigen Weide zum Grasen anhielt. Auf dieser Weide wurde dann die Siedlung Harsefeld gegründet, was sicherlich, wie oben beschrieben, vom altsächsischen Begriff Horsa für Pferd abzuleiten ist.
Über Harsefeld und seine mittelalterlichen Schreibweisen geben verschiedene Quellen Auskunft.

### Verwaltungsgeschichte

#### Mittelalter
Harsefeld war im Frühmittelalter Teil des Heilangaus in Engern, einer der drei großen Provinzen im Stammesherzogtums Sachsen. Graf Heinrich baute 969 die Burg Harsefeld, von der aus die Gaugrafschaft verwaltet wurde. Im 11. Jahrhundert wurde der Hauptsitz auf die Burg Stade verlegt (Grafschaft Stade). Die Burg wurde abgerissen und ein Stift wurde gegründet, das zur Begräbnisstätte der Grafen wurde.
Als 1104 die Abtei in Harsefeld gegründet wurde, gehörte der Ort weiterhin zum Herzogtum Sachsen, nach 1180 zum Erzbistum Bremen.

#### Frühe Neuzeit
Nach dem Dreißigjährigen Krieg wurde Harsefeld Teil des Herzogtums Bremen, das in Personalunion mit der schwedischen Krone stand. Ab 1715 gehörte Bremen-Verden zum Kurfürstentum Hannover.

#### Hauptort vom Amt Harsefeld
Nach der Säkularisierung des Klosters in Harsefeld wurde aus dem ehemaligen Klosterbezirk das Amt Harsefeld gebildet. Der Flecken Harsefeld gehörte innerhalb des Amts zur Hausvogtei Harsefeld, der unter anderem auch Griemshorst angehörte.
Vor 1885 war Harsefeld Hauptort des gleichnamigen Amts, zu dem grob das Gebiet der jetzigen Gemeinden Ahlerstedt, Bargstedt Brest, Deinste Fredenbeck, Harsefeld und Kutenholz gehörte. 1823 kamen auch noch die Dörfer Altkloster und Neukloster hinzu. Vor 1847 gehörten auch noch die Ortschaften Hagen und Dollern zum Amt. Das Gebiet der Gemeinde Kutenholz sowie Alt- und Neukloster wurden 1852 abgetreten. 1859 wurde das Amt Horneburg eingegliedert, dessen Gebiet heute die Gemeinden Bliedersdorf, Dollern, Horneburg und Nottensdorf umfasst. Die nächsthöhere Verwaltungsinstanz war ab 1823 die Landdrostei Stade, in der Bremen-Verden aufgegangen war.

#### Franzosenzeit
In der Franzosenzeit von 1810 bis 1814 war Harsefeld Hauptort der neugegründeten Mairie Harsefeld im Kanton Horneburg und gehörte zunächst bis zum 31. Dezember 1810 zum Departement der Elbe- und Weser-Mündung im Königreich Westphalen und anschließend zum Departement der Elbmündung direkt zum Französischen Kaiserreich unter Napoleon. 1814 kehrte der alte Stand wieder ein.

#### 19. Jahrhundert
Ab 1815 gehörte Harsefeld zum Königreich Hannover, das 1866 als Provinz Hannover zu Preußen kam.
Im Zuge der Verwaltungsreform in Preußen wurde das Amt Harsefeld 1885 aufgelöst und gemeinsam mit dem Amt Himmelpforten und der Stadt Stade der Kreis Stade gebildet.

#### 20./21. Jahrhundert

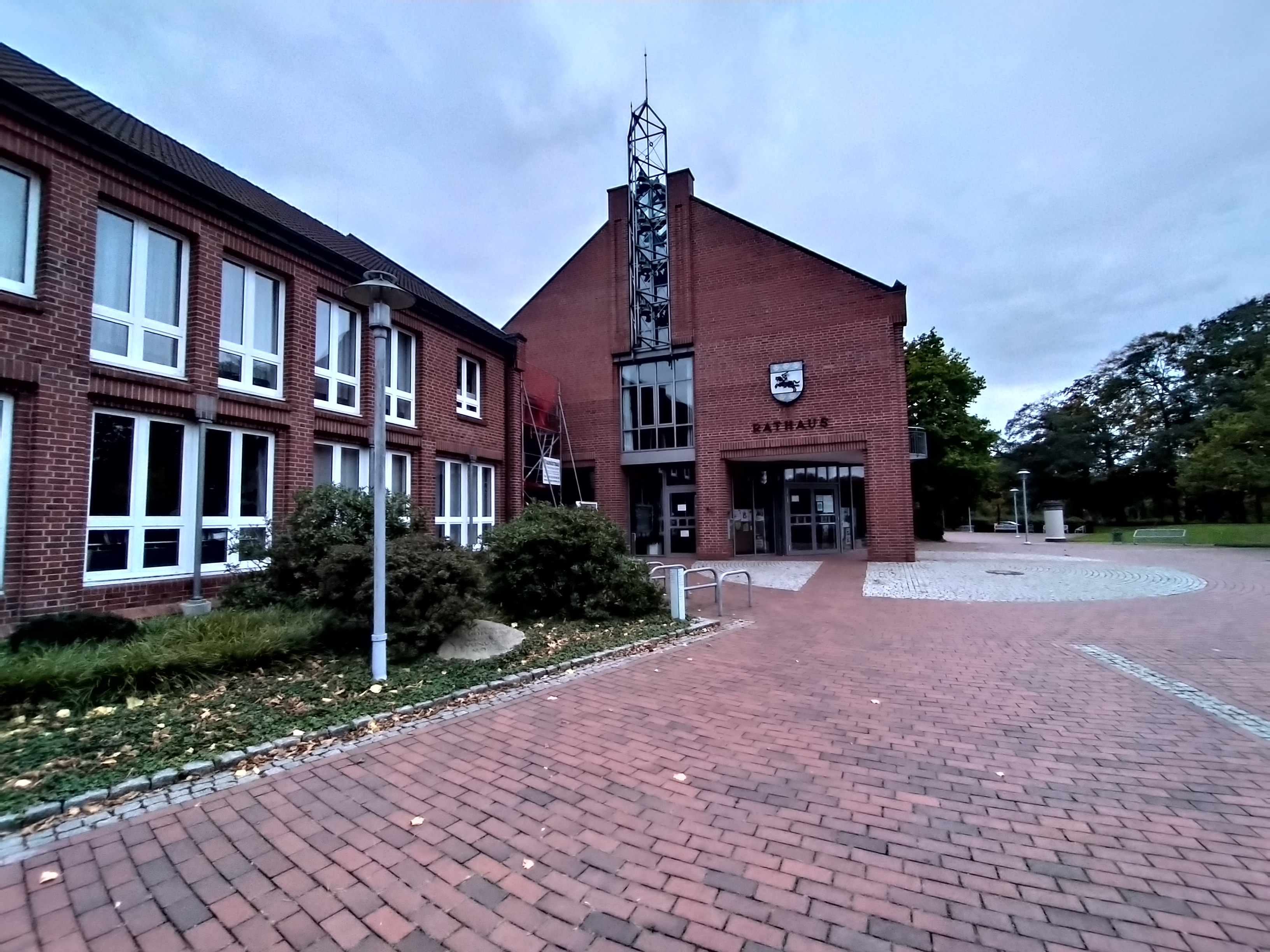
Rathaus Harsefeld

1932 wurde Harsefeld Teil vom heute noch bestehenden Landkreis Stade. Bis 1946 verblieb Harsefeld in der Provinz Hannover und war dann 1946 kurzzeitig Teil des Landes Hannover.

#### Eingemeindungen, Ausgliederungen
1955 wurde die zu Harsefeld gehörende Anbaustelle Depenrehmen nach Ahrensmoor abgemeindet. Depenrehmen bildet heute mit der Moorkolonie Klein Ahlerstedt die Siedlung Ahrensmoor-Nord.
Am 1. Juli 1972 wurden die Gemeinden Hollenbeck, Issendorf und Ruschwedel eingegliedert. Außerdem kam ein Teil der Gemeinde Bargstedt mit damals etwa 100 Einwohnern hinzu.

#### Hauptort der Samtgemeinde Harsefeld
Eine erste Samtgemeinde Harsefeld wurde 1967 gebildet. Zu ihr gehörten neben Harsefeld auch die beiden Ortschaften Issendorf und Ruschwedel. Im Zuge der Gebietsreform wurde diese Samtgemeinde zum 1. Juli 1972 aufgelöst und die heute noch bestehende Samtgemeinde Harsefeld gebildet.

## Politik

### Gemeinderat
Der Gemeinderat ist die kommunale Volksvertretung des Flecken Harsefeld. Über die Vergabe der 31 Sitze entscheiden die Bürger alle fünf Jahre in allgemeiner, unmittelbarer, freier, gleicher und geheimer Wahl.
Über das Ergebnis der Gemeindewahl am 12. September 2021 geben nebenstehende Diagramme Auskunft.

### Bürgermeister
Seit November 2021 ist Susanne de Bruijn (FWG) Bürgermeisterin des Fleckens.

### Wappen, Flagge
Blasonierung: „In Silber ein schwarzer Ritter auf schwarzem, mit Gold gezäumtem, springendem Ross. Im blauen Schildhaupt drei goldene Rosen und im blauen Schildfuß zwei goldene Rosen.“
Die Gemeinde führt das Wappen des früheren Amtes Harsefeld, das auf dem Besitz des von den Harsefelder Grafen gestifteten Klosters entstand. Das Wappen ist redend (Harsefeld = Horse = Ross, aber auch die Bedeutung in Rose statt Ross kommt vor). Durch Erlass des niedersächsischen Ministers des Innern vom 9. Juli 1948 ist das Wappen genehmigt.
Die Flagge ist blau-weiß (1:1) gestreift und mittig mit dem Wappen belegt.

### Gemeindepartnerschaften
- Asfeld und Vieux-lès-Asfeld, Frankreich
- Feldberg, Deutschland / Mecklenburg-Vorpommern

## Kultur und Sehenswürdigkeiten

### Sehenswürdigkeiten und Denkmale

#### Amtshof Harsefeld

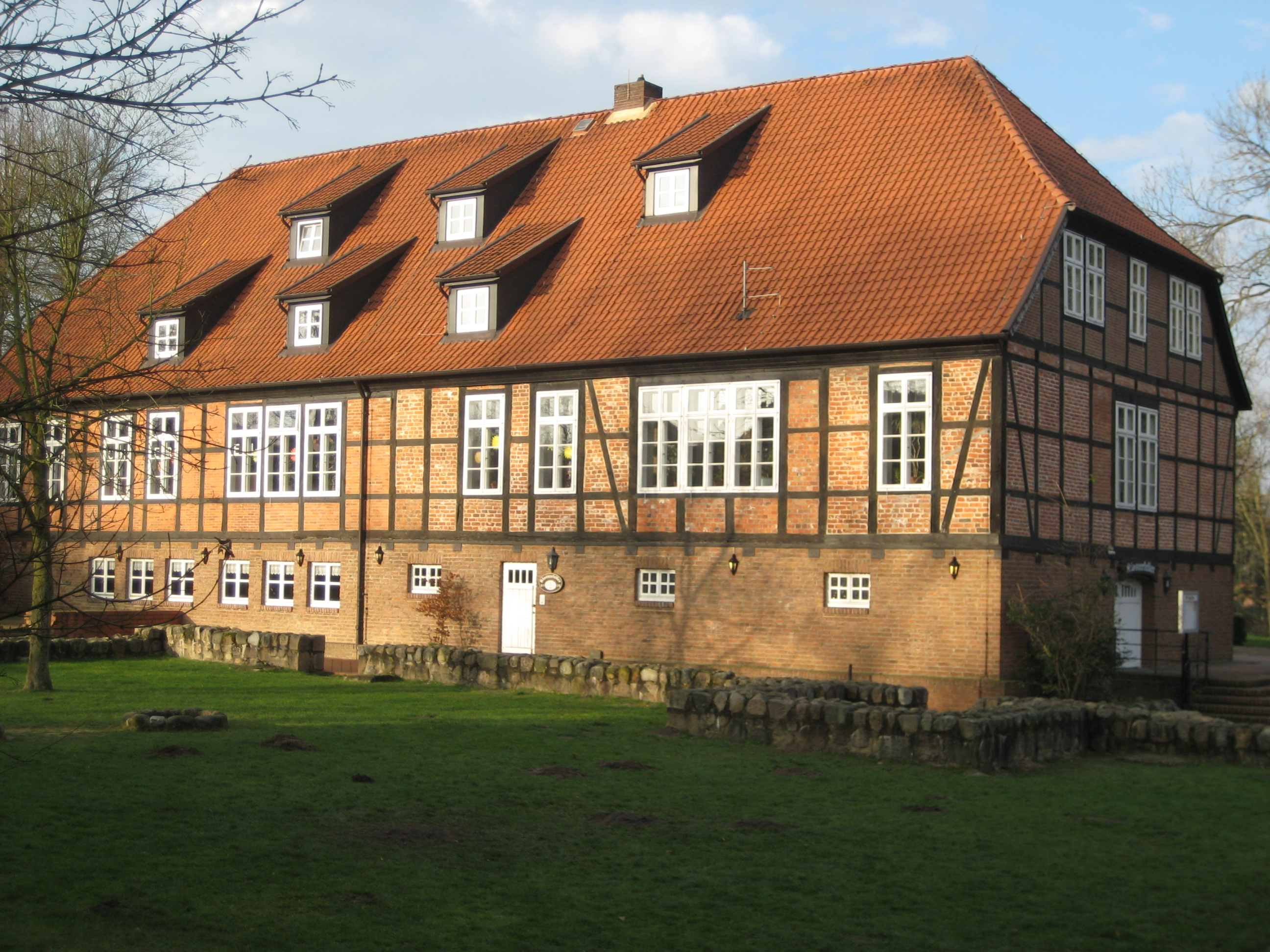
Amtshof Harsefeld

Im Klosterpark liegt der Amtshof (Abtshof) von 1742, dessen Gewölbekeller noch aus der Klosterzeit um das 11. Jahrhundert stammt. Das Haus diente dem Abt als Wohnhaus und Weinkeller. Später war hier der Verwaltungssitz des Amts Harsefeld. Der historische Gewölbekeller wird heute gastronomisch genutzt, im Rest des Gebäudes befindet sich seit 1980 die 1845 vom Mäzen Friedrich Huth gestiftete Friedrich-Huth-Bücherei. Regelmäßig finden hier auch Lesungen, Kabarette, Konzerte und Kindertheater statt.
Bis zu ihrer Hinrichtung war die als Giftmörderin verurteilte Anna Marlena Princk im Kellergewölbe des Amtshofes in Harsefeld inhaftiert. Am 31. Oktober 1842 wurde das Todesurteil auf der Richtstätte bei Ohrensen vollstreckt. Ihre Gebeine wurden 2021 auf dem Oberen Friedhof in Harsefeld bestattet.

#### Garten der Steine

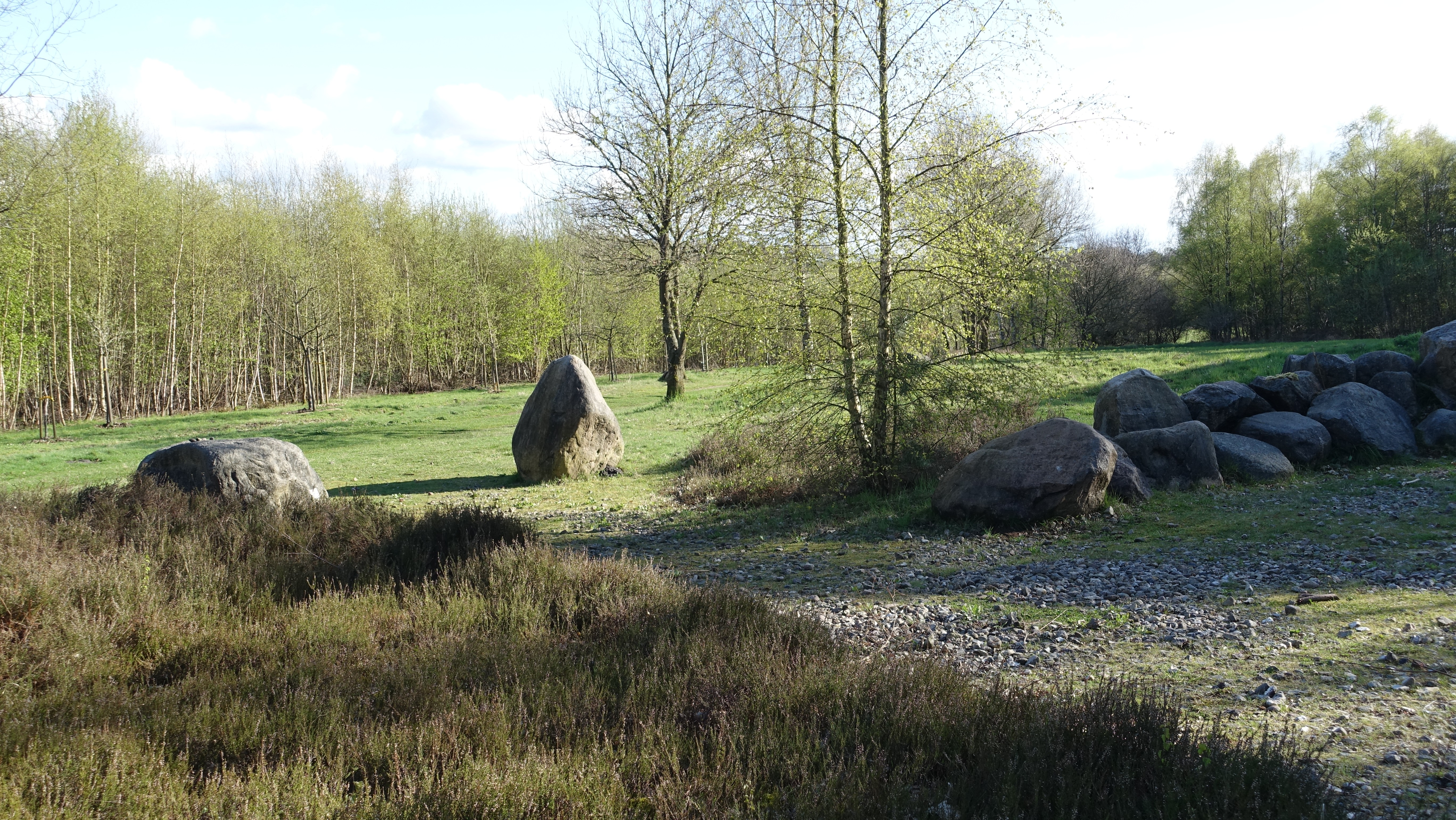
Findlinge im Garten der Steine

Der Ehrenberg war der germanischen Gottheit Tiu oder Er geweiht. Hier befinden sich die Reste von Grabhügeln aus der Bronzezeit und seit 2003 der Garten der Steine, ein ganzjährig geöffnetes Ausstellungsareal. Es zeigt 170 Findlinge, unter anderem aus Feuerstein, Granit und Basalt. Sie stammen überwiegend aus Feldern und Sandgruben, die für den Bau der Autobahn A 26 ausgehoben wurden. Anhand der Steine und weiteren, auf Tafeln angebrachten Erläuterungen, werden dem Besucher erdgeschichtliche Prozesse erklärt, die Verwendung von Findlingen verdeutlicht oder auch gesteinsbildende Vorgänge geschildert. Der Besucher durchläuft dabei zwölf Stationen, die dabei einen Rundgang durch den Garten bilden.

#### Grefenkreuz
Das Grefenkreuz befindet sich an der L 124 zwischen Harsefeld und Helmste-Feldkurg auf einem Grabhügel. Diese Landmarke diente ursprünglich als Grenzmarkierung zwischen der Gerichtsbarkeit des Klosters Harsefeld und der des Patrimonialgerichts Horneburg. Sogenannte Grefen waren für die Verwaltung exakt begrenzter kleiner Gebiete tätig. Außerdem diente das Grefenkreuz in der öden Heidelandschaft als Orientierung für Reisende, früher befand sich dort eine Kreuzung. Auch Carl Friedrich Gauß peilte bei seiner Landesvermessung in den 1840er Jahren das Grefenkreuz an.

#### Kriegerdenkmale
- Kriegerdenkmal Harsefeld
- Kriegerdenkmal Hollenbeck
- Kriegerdenkmal Ruschwedel
- Kriegerdenkmal Issendorf

#### Fachwerkhäuser
Im Stadtkern befinden sich zahlreiche alte Fachwerkhäuser.

#### Nekropole Daudieck
Im Bereich der nordwestlichen Gemeindegrenze liegt zwischen Issendorf und dem Gut Daudieck die „Nekropole Daudieck“ mit den Hünenbetten von Daudieck und etwa 50 Hügelgräbern aus der Jungsteinzeit. Ein Rundweg mit Infotafeln führt seit 2011 als archäologischer Lehrpfad durch das Gelände.

### Museen

#### Museum Harsefeld

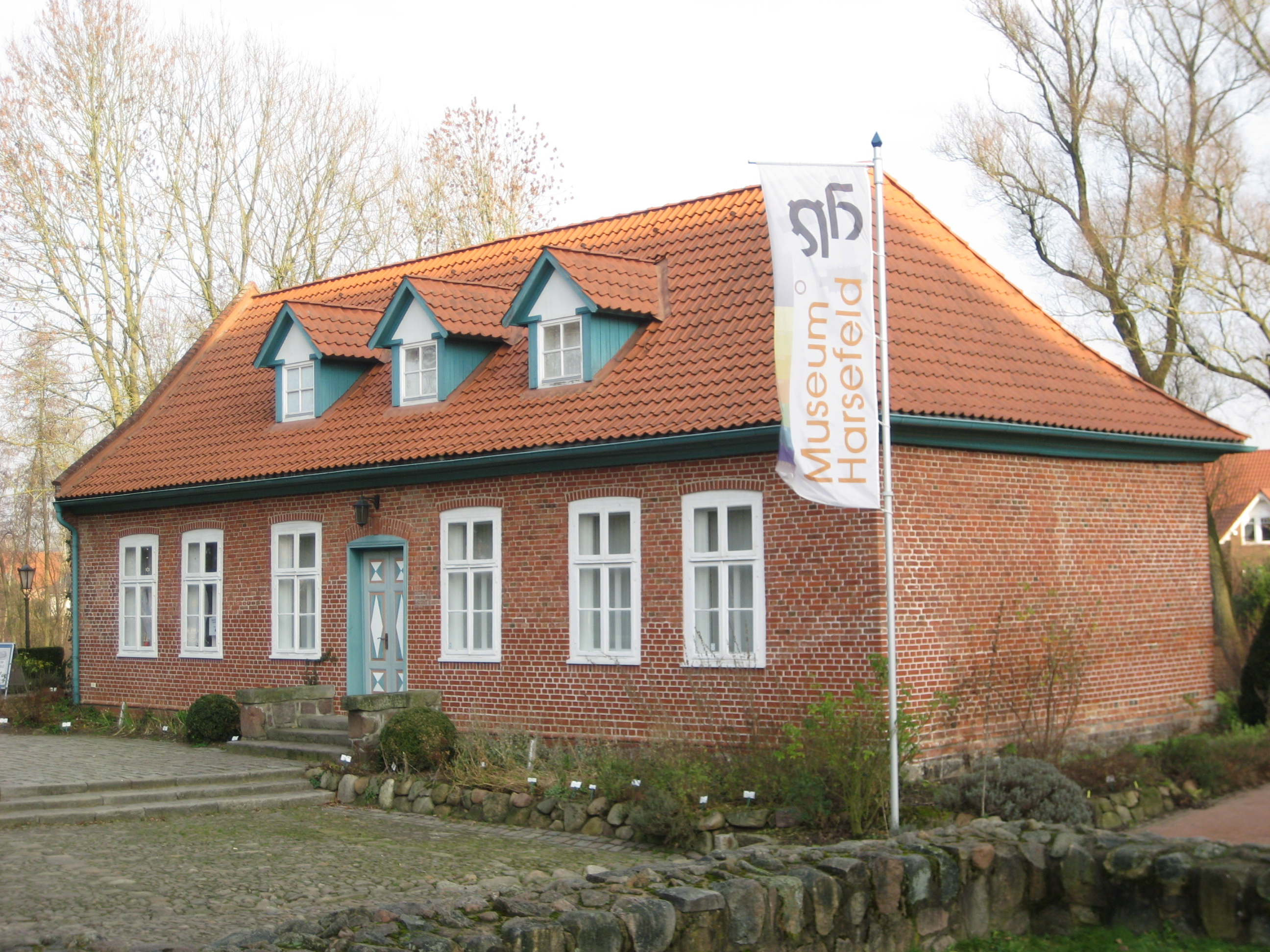
Museum im ehemaligen Gerichtsgebäude

Das Harsefelder Museum im Klosterpark wurde 1986 eröffnet. Im Erdgeschoss befindet sich die Ausstellung „Burg, Stift, Kloster Harsefeld“ mit Informationen und Exponaten aus der Zeit der Burg, deren Verlegung nach Stade 969 und der Entwicklung des Stifts zum Benediktinerkloster. Dort werden Funde und Befunde aus den Klostergrabungen von 1981 bis 1984 wie z. B. Buchbeschläge, Griffel, Ess- und Trinkgeräte ausgestellt. Im Dachgeschoss finden sich die Ausstellung 5000 Jahre Leben an der Aue und das Friedrich-Huth-Zimmer.
Das Museum befindet sich im ehemaligen Gerichts- und Registraturgebäude aus dem Jahre 1776, dessen Fundamente noch von einem Wirtschaftshaus aus der Klosterzeit von 1101 bis 1647 stammen.
Führungen sind nach Vereinbarung möglich und der Eintritt ist frei.

### Naturdenkmale
| Nummer       | Bezeichnung | Ort       | Lage                                                                | Koordinaten                     | Bild |
| ------------ | ----------- | --------- | ------------------------------------------------------------------- | ------------------------------- | ---- |
| ND STD 00017 | Findling    | Harsefeld | Braken, Harselah, Kahles und Wildes Moor; südöstlich von Hollenbeck | 53° 25′ 19,7″ N, 9° 29′ 18,5″ O |      |
| ND STD 00018 | Findling    | Harsefeld | Braken, Harselah, Kahles und Wildes Moor; südöstlich von Hollenbeck | 53° 25′ 14,9″ N, 9° 28′ 55,8″ O |      |
| ND STD 00030 | Findling    | Harsefeld | Braken, Harselah, Kahles und Wildes Moor; südöstlich von Hollenbeck | 53° 25′ 45,1″ N, 9° 28′ 55,7″ O |      |
| ND STD 00031 | Findling    | Harsefeld | nahe der Hollenbeeke; nordwestlich von Hollenbeck                   | 53° 26′ 22,6″ N, 9° 27′ 19,4″ O |      |
| ND STD 00032 | Findling    | Harsefeld | Buttermoor; südwestlich von Hollenbeck                              | 53° 26′ 2″ N, 9° 27′ 12,2″ O    |      |
| ND STD 00033 | Findling    | Harsefeld | Am Brink; nordwestlich von Hollenbeck                               | 53° 26′ 25,1″ N, 9° 27′ 3,6″ O  |      |
| ND STD 00046 | Findling    | Harsefeld | Braken, Harselah, Kahles und Wildes Moor; südöstlich von Hollenbeck | 53° 25′ 34,5″ N, 9° 28′ 43,3″ O |      |
| ND STD 00047 | Findling    | Harsefeld | Braken, Harselah, Kahles und Wildes Moor; südöstlich von Hollenbeck | 53° 25′ 18,8″ N, 9° 28′ 20,6″ O |      |
| ND STD 00048 | Findling    | Harsefeld | Braken, Harselah, Kahles und Wildes Moor; südöstlich von Hollenbeck | 53° 25′ 19,8″ N, 9° 28′ 24,5″ O |      |

### Grünflächen und Naherholung

#### Klosterpark

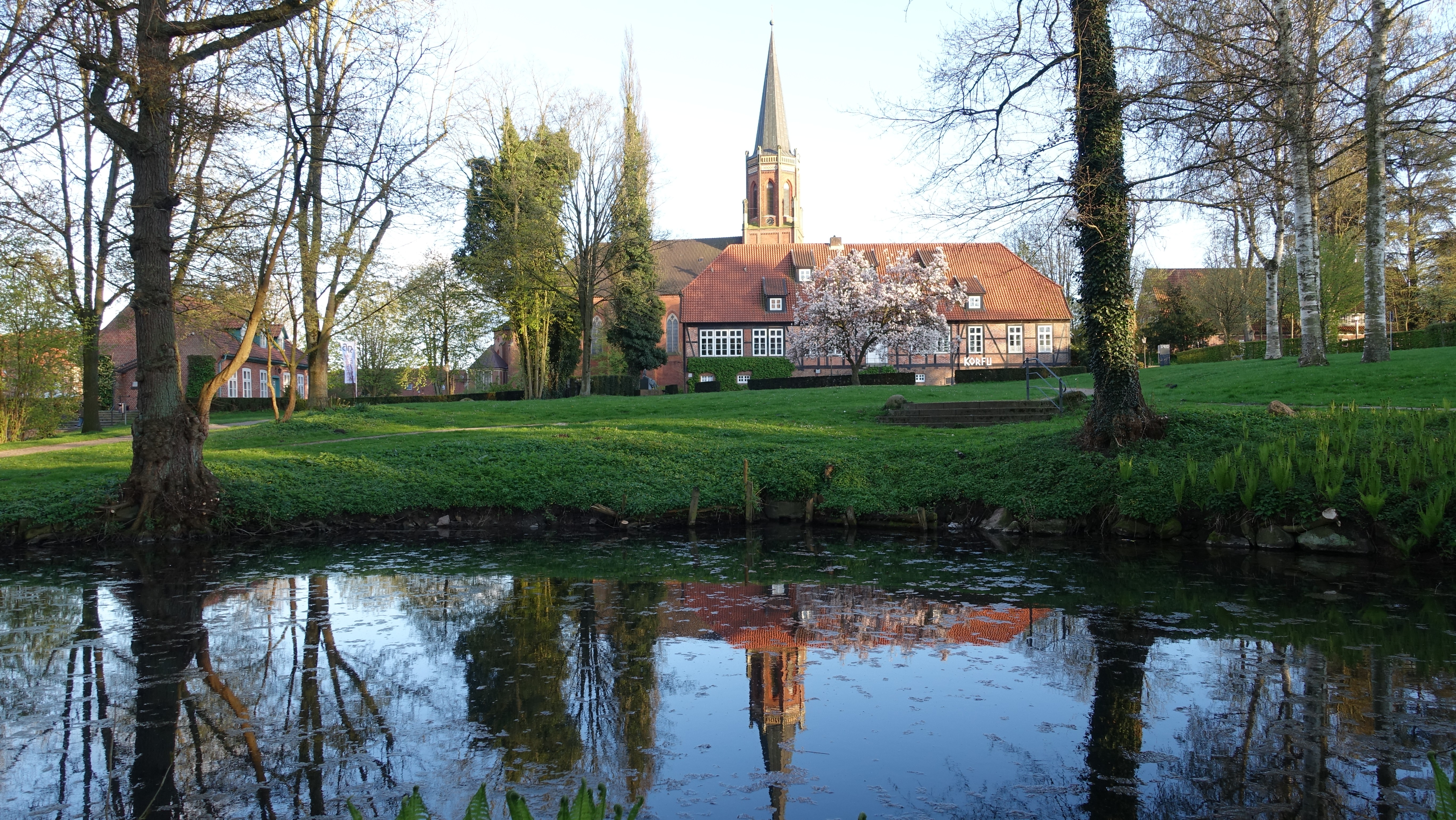
Der Klosterpark mit Kirche, Amtshof und Mueseum im Hintergrund

Der Klosterpark liegt im Zentrum von Harsefeld. Dort befinden sich das historische Ensemble von Amtshof, Museum, Kriegerdenkmal, Kirche und dem historischen Ausgrabungsgelände des Klosters Harsefeld. In den 1980er Jahren konnte man auf dem historischen Ausgrabungsgelände die Reste des Klosters Harsefeld ausgraben. So wurde die Struktur der Grundmauern des Klosters sichtbar. Im Klosterpark befinden sich zudem ausgedehnte Grünflächen, Teiche und kleine Bruchwaldbestände. Der Rellerbach durchfließt den Park.
Der Klosterpark zählt seit 2003 zu den Gärten Europas. 2012/13 fanden Renovierungsarbeiten statt.

#### Klostermeile

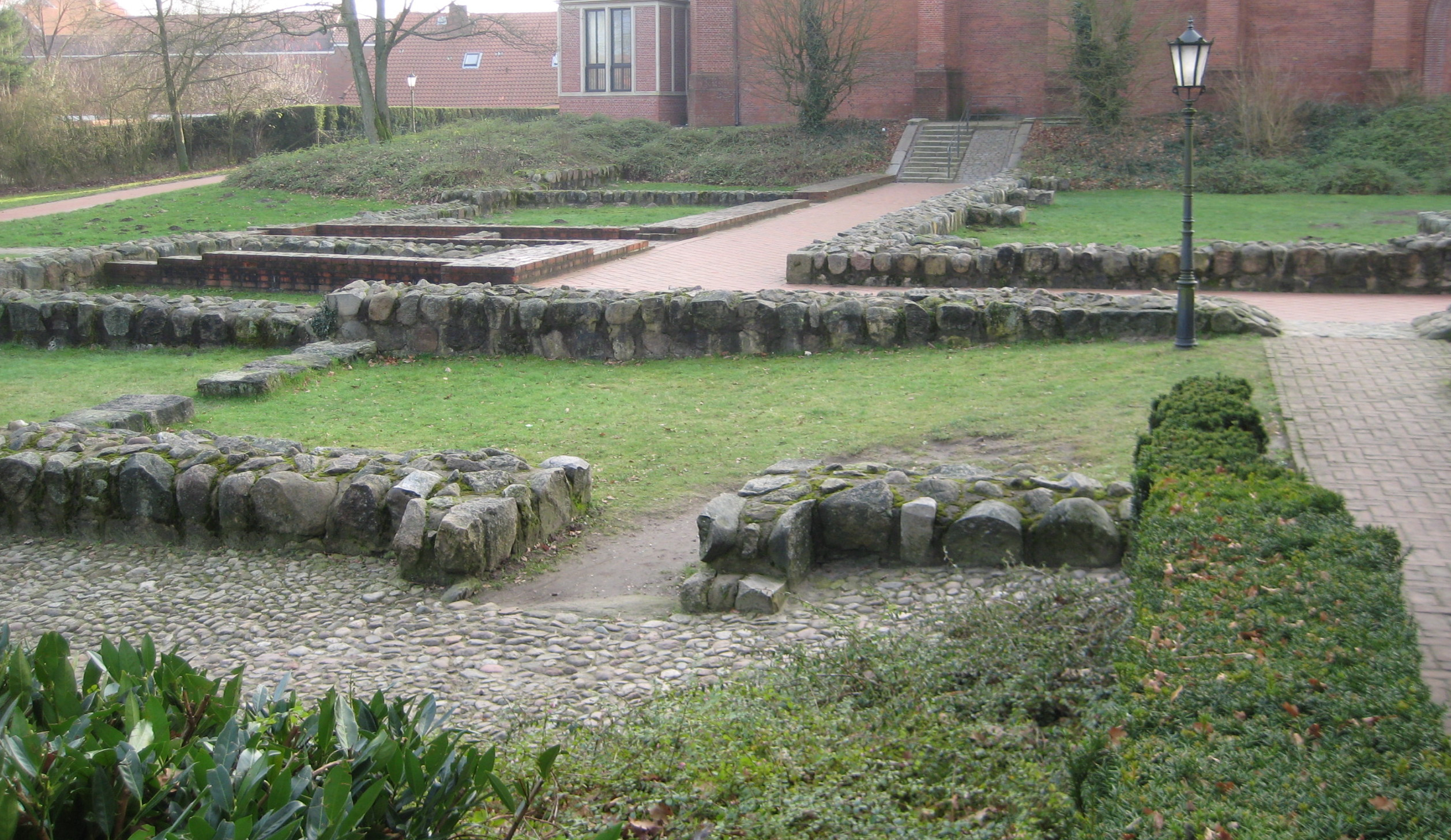
Fundamente des ehemaligen Klosters

Die Klostermeile ist ein Rundweg, beginnend an der Kirche, durch das Klostergelände, am Amtshof und am Teich vorbei, über mehrere Brücken zum Bruchwald und zur Herrenstraße, sowie vom Rathaus zu den Klosterteichen, als Teil eines Landschaftsschutzgebiets.

Für die Parkgestaltung wurde Harsefeld 1986 im Rahmen des Landeswettbewerbs Naturnahes Bauen in der Gemeinde ausgezeichnet.

#### Naturschutzgebiete
Durch die Naturschutzgebiete Aueniederung und Nebentäler sowie Braken und Harselah führen zahlreiche Wanderwege.

### Friedhöfe

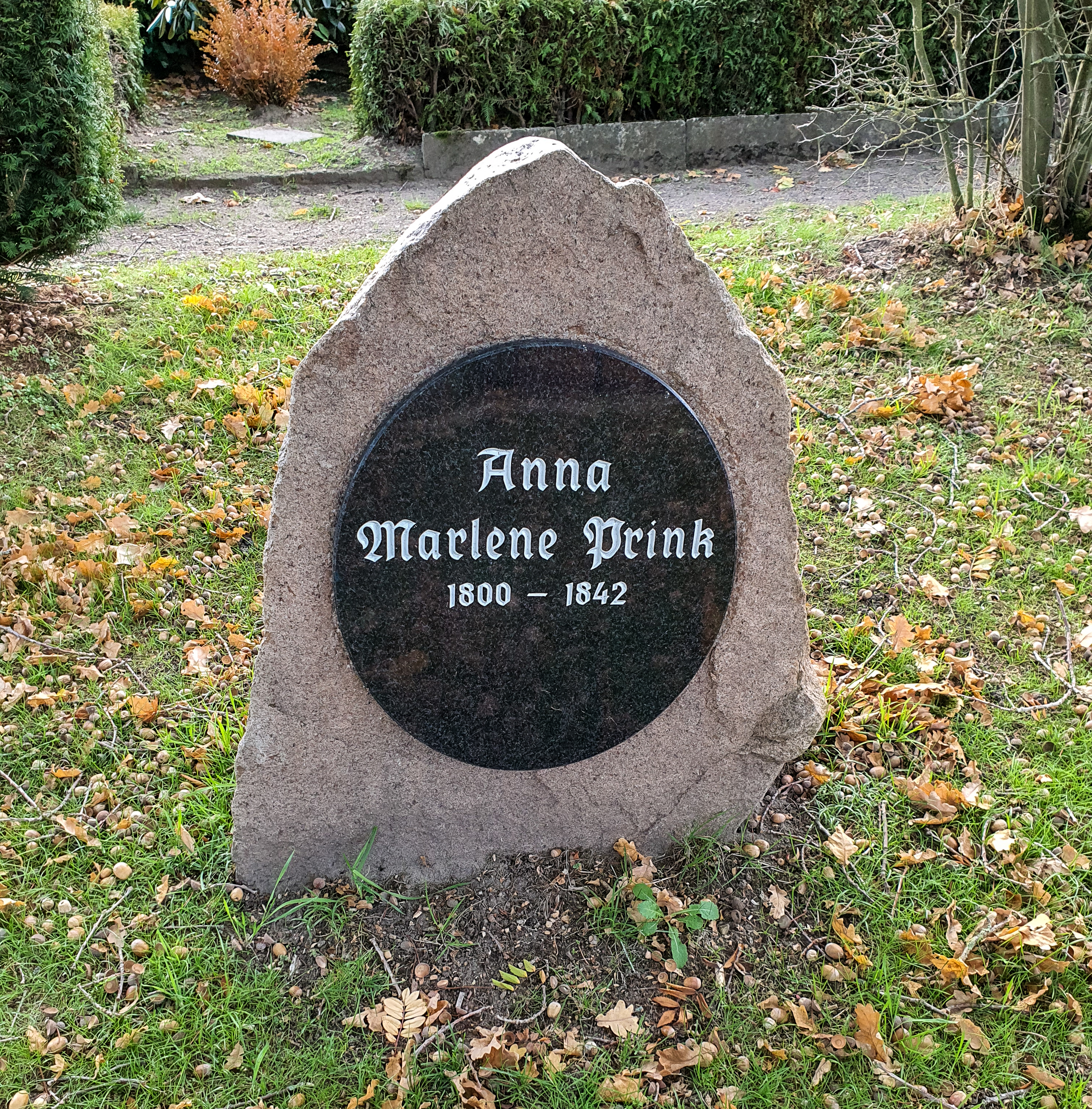
Grabstein der Roten Lena am Eingang des Oberen Friedhofs

- Der größte Friedhof ist der Friedhof Gierenberg beim Rathaus.
- Der Obere Friedhof nahe der katholischen Kirche St. Michael mit einer Größe von etwa 10000 m².
- 1985 wurde der Friedhof Ehrenberg am Ortsrand eröffnet. Der somit jüngste Friedhof des Fleckens hat eine Größe von etwa 55000 m².
- Friedhöfe in Ruschwedel, Issendorf und Hollenbeck, die in Bargstedt bzw. Apensen eingepfarrt sind.

## Infrastruktur

### Allgemeine Einrichtungen
- Rathaus Harsefeld, Herrenstraße 25
- Forstamt Harsefeld, Am Amtshof 1
- Jugendbegegnungsstätte (JUBS), Jahnstraße 15
- Deutsche Post AG, Marktstraße 20
- EWE, Markstraße 20
- Familien-Informations-Zentrum (FIZ), Herrenstraße 25a
- Polizeistation Harsefeld, Am Rosenborn 5
- Freiwillige Feuerwehr und Jugendfeuerwehr Harsefeld von 1893 mit Einsatzleitwagen 1 (ELW 1), Löschgruppenfahrzeug (LF 16-12), Hilfeleistungslöschgruppenfahrzeug (HLF 20-16), Drehleiter mit Korb (DLAK 23-12), Dekontaminationslastkraftwagen Personen (Dekon-P), Mannschaftstransportfahrzeug (MTF), Mehrzweckfahrzeug (MZF) und Oldtimer-Tanklöschfahrzeug.
- Drei weitere Ortswehren im Gemeindegebiet.
- Rettungsdienst: Deutsche Rote Kreuz[21]
- Amtsgericht Buxtehude

### Bildung

#### Kindertagesstätten
- Waldkindergarten Die Naturforscher
- DRK-Kindertagesstätte Am Feldbusch
- DRK-Kindertagesstätte Löwenzahn
- DRK-Kindertagesstätte Rappelkiste
- DRK-Kindertagesstätte Villa Kunterbunt
- DRK-Kindertagesstätte Hand in Hand
- DRK-Kindertagesstätte Ruschwedel
- DRK-Kindertagesstätte Lummerland, Hollenbeck

#### Schulen

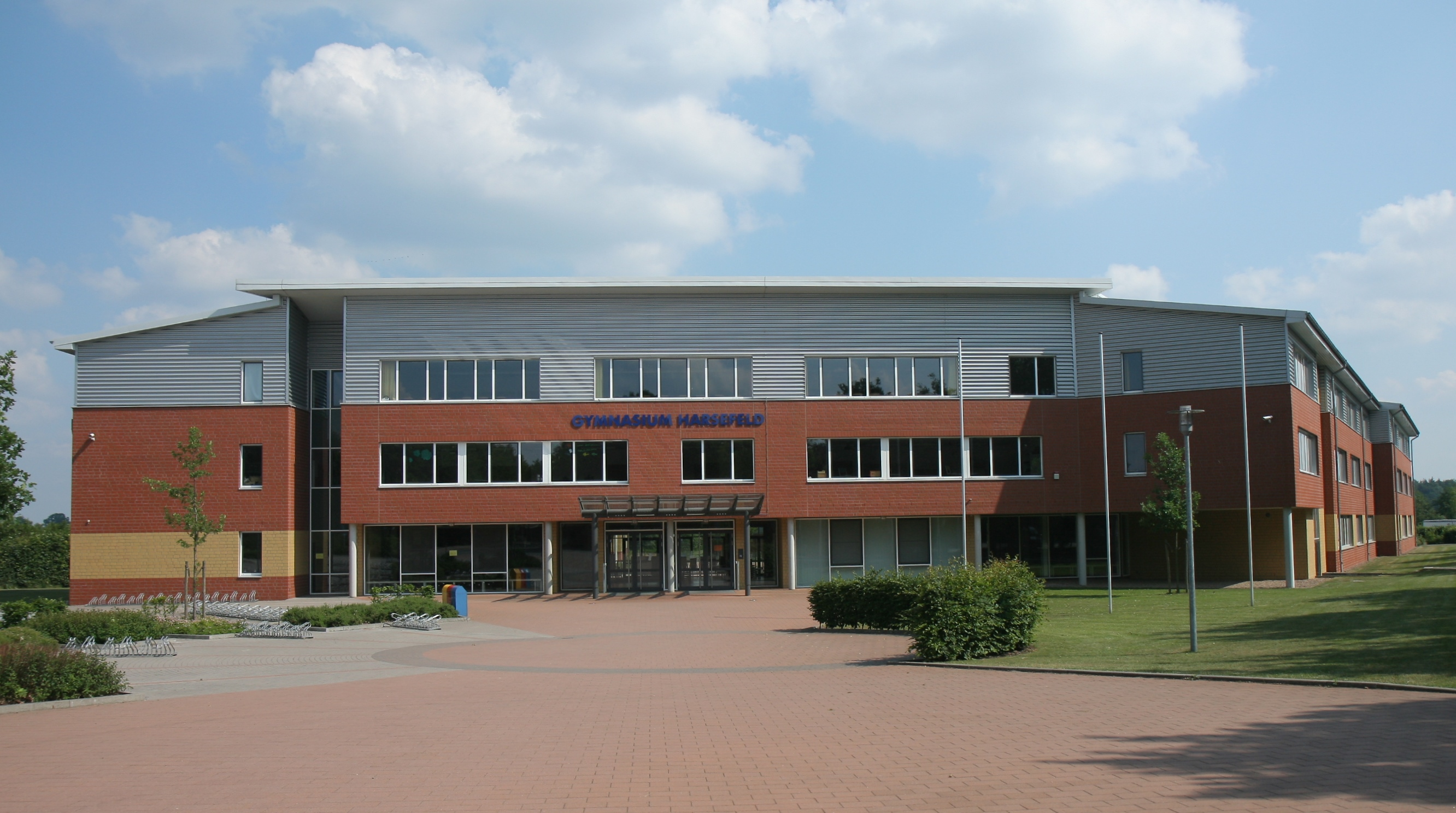
Aue-Geest-Gymnasium Harsefeld

- Rosenborn-Grundschule, Meybohmstraße
- Grundschule am Feldbusch, seit 2001
- Schulzentrum Jahnstraße/Brakenweg
- Balthasar-Leander-Schule als Förder-/Sonderschule, Meybohmstraße[22]
- Selma-Lagerlöf-Oberschule, Jahnstraße
- Aue-Geest-Gymnasium Harsefeld seit 2004; Neubau von 2006
- Volkshochschule Harsefeld
- Jugendkunstschule Harsefeld

### Gesundheit und Soziales
- Elbe-Kliniken in Buxtehude und Stade.
- Altenheime Haus Am Rosenborn und Aueterrassen
- Pflegedienst
- Sozialstation

### Kirchen

#### Religionsstatistik
Mit ca. 7000 Protestanten ist Harsefeld evangelisch-lutherisch geprägt (54,2 %). Mit einem Anteil von 5,9 % besteht eine kleine römisch-katholische Minderheit. Die übrigen 39,8 % der Einwohner bekannten sich zu keiner Konfession bzw. gehören sonstigen Konfessionen/Religionen an (Stand Mai 2011).

#### Ev.-luth. Kirchengemeinde Harsefeld

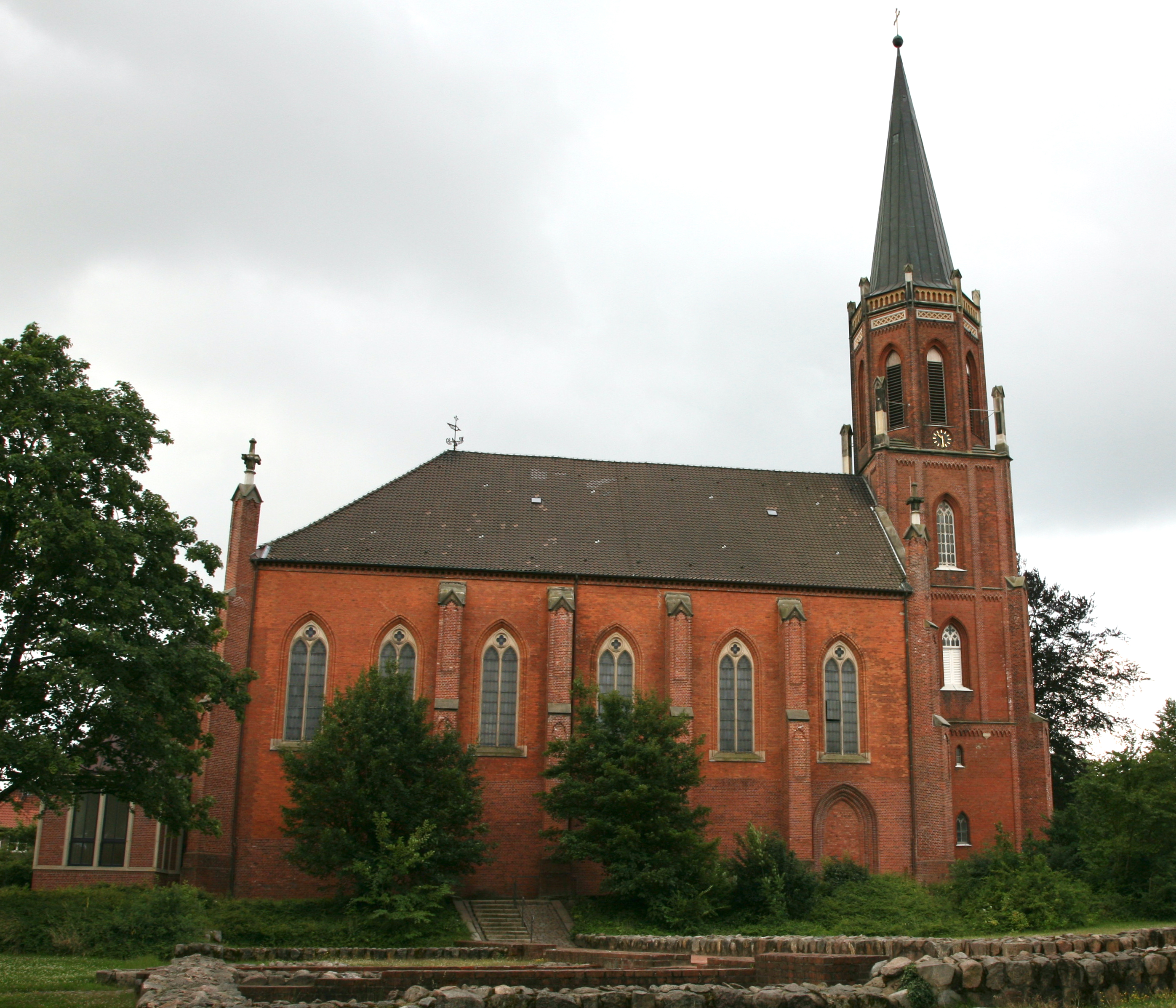
St.-Marien-und-Bartholomäi-Kirche

Die evangelisch-lutherische Kirchengemeinde mit der St.-Marien-und-Bartholomäi-Kirche im Klosterpark ist zuständig für die Orte Harsefeld, Weißenfelde und Griemshorst, aufgeteilt in zwei Pfarrbezirke.
Die evangelisch geprägten Ortsteile Hollenbeck und Issendorf sind in der Kirche Bargstedt bzw. Ruschwedel in der Kirche Apensen eingepfarrt.

#### Weitere Kirchengemeinden
- Römisch-katholische Kirchengemeinde Mariä Himmelfahrt: erbaute Harsefelder St.-Michaelskirche von 1967, seit 2010 Filialkirche der Buxtehuder Kirchengemeinde Mariä Himmelfahrt.[25]
- Neuapostolische Kirche

### Sport

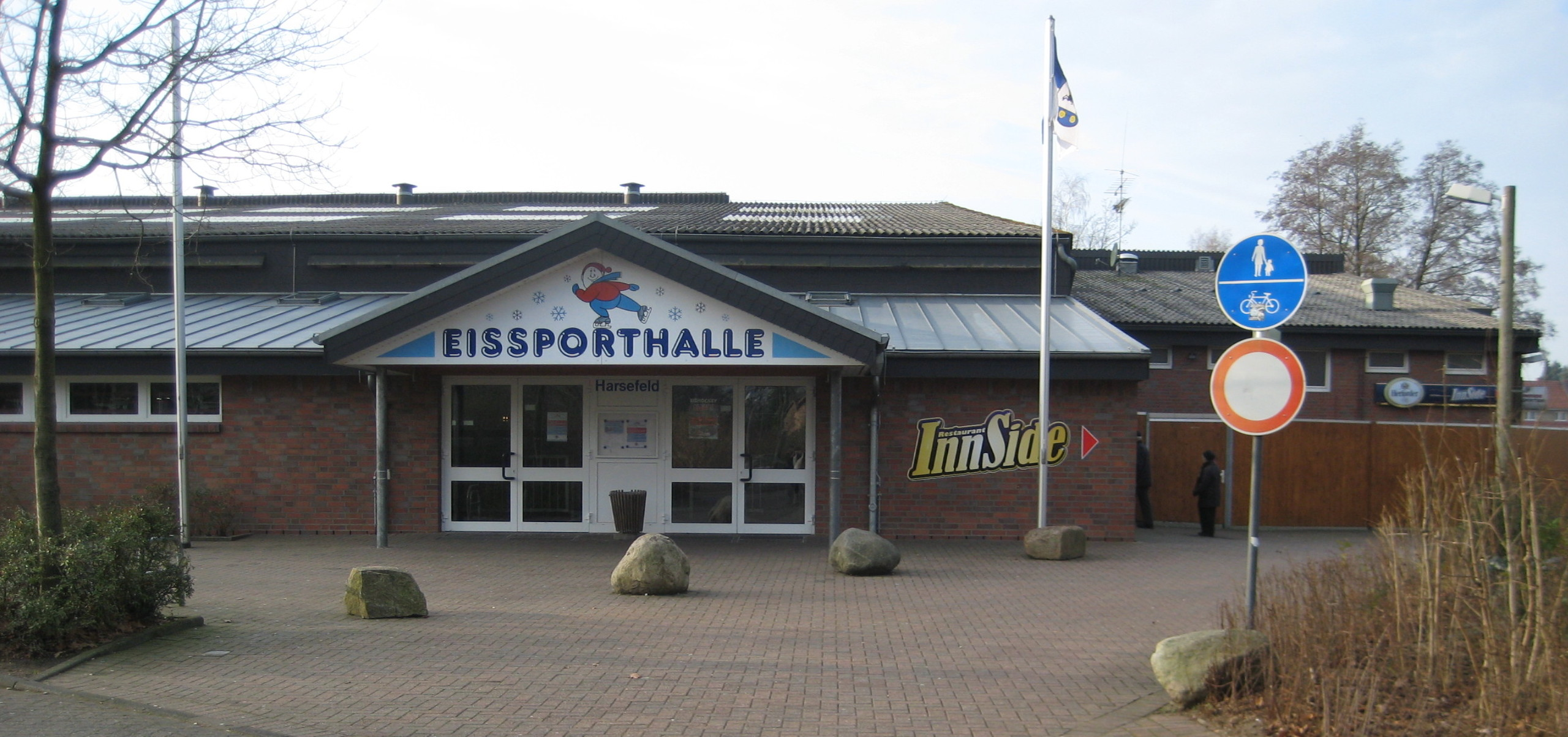
Eissporthalle Harsefeld

- TuS Harsefeld mit u. a. Fußballabteilung, Schwimmkurse, Jugendspielgemeinschaft mit dem TSV Apensen
- Harsefeld Tigers, Eishockey
- Sportstätten: Waldstadion (4000 Plätze), Eissporthalle, Freibad

## Wirtschaft und Verkehr

### Unternehmen
- Massivhaus-Hersteller Viebrockhaus
- Hof Holtermann mit Biogasanlage und Legehennenstall in Harsefeld-Weißenfelde.

### Medien
- Stader Tageblatt (mit Buxtehuder Wochenblatt)
- Kreiszeitung Wochenblatt
- Mittwochsjournal
- Samtgemeindezeitung Auf der Geest

### Verkehr

#### Straße
Die Landesstraße 124 (Zeven – Stade) führt in nördlicher Richtung über Helmste nach Stade zur Bundesstraße 73 sowie in südwestlicher Richtung über Ahlerstedt und Heeslingen nach Zeven zur Bundesstraße 71. Die L 123 (Bremervörde – Horneburg), verläuft durch den Ortsteil Issendorf und verbindet ihn mit Bremervörde und der Bundesstraße 71 und mit Horneburg und der Bundesstraße 73. Der Kernort ist über die Kreisstraße 46 mit der Landesstraße 123 verbunden. Über die Kreisstraße 53 besteht eine Verbindung zur Landesstraße 127 (Wangersen–Buxtehude).
An das Nahverkehrsstraßennetz ist Harsefeld über die Kreisstraßen 53 (Harsefeld – Sauensiek), Kreisstraße 46 (Harsefeld–Ohrensen) sowie 27 II (Harsefeld–Hedendorf) angeschlossen. Die K 46 verbindet den Kernort mit den Ortsteilen Griemshorst und Weißenfelde sowie Revenahe-Kammerbusch. Die K 27 II führt über Rutenbeck zur Bundesstraße 73 in Hedendorf. Von der K 27 II zweigt die Kreisstraße 49 ab (Apensen–Rutenbeck) ab, die den Ortsteil Ruschwedel mit dem Kernort verbindet. Die Kreisstraße 49 mündet in die L 130, die Anschluss zur Bundesstraße 73 in Horneburg bietet und in Scheeßel an die Bundesstraße 75. Auch Buxtehude ist über Apensen zu erreichen. Die K26n fungiert als Umgehungsstraße im Kernort.
Der nächste Autobahnanschluss besteht im etwa 20 km entfernten Sittensen an die Bundesautobahn 1 (Heiligenhafen–Saarbrücken). Über die A 1 besteht eine Verbindung zu den Metropolen Hamburg und Bremen. Weitere wichtige Verbindungen nach Hamburg sind die Bundesstraßen 73 und 3.

#### Schiene

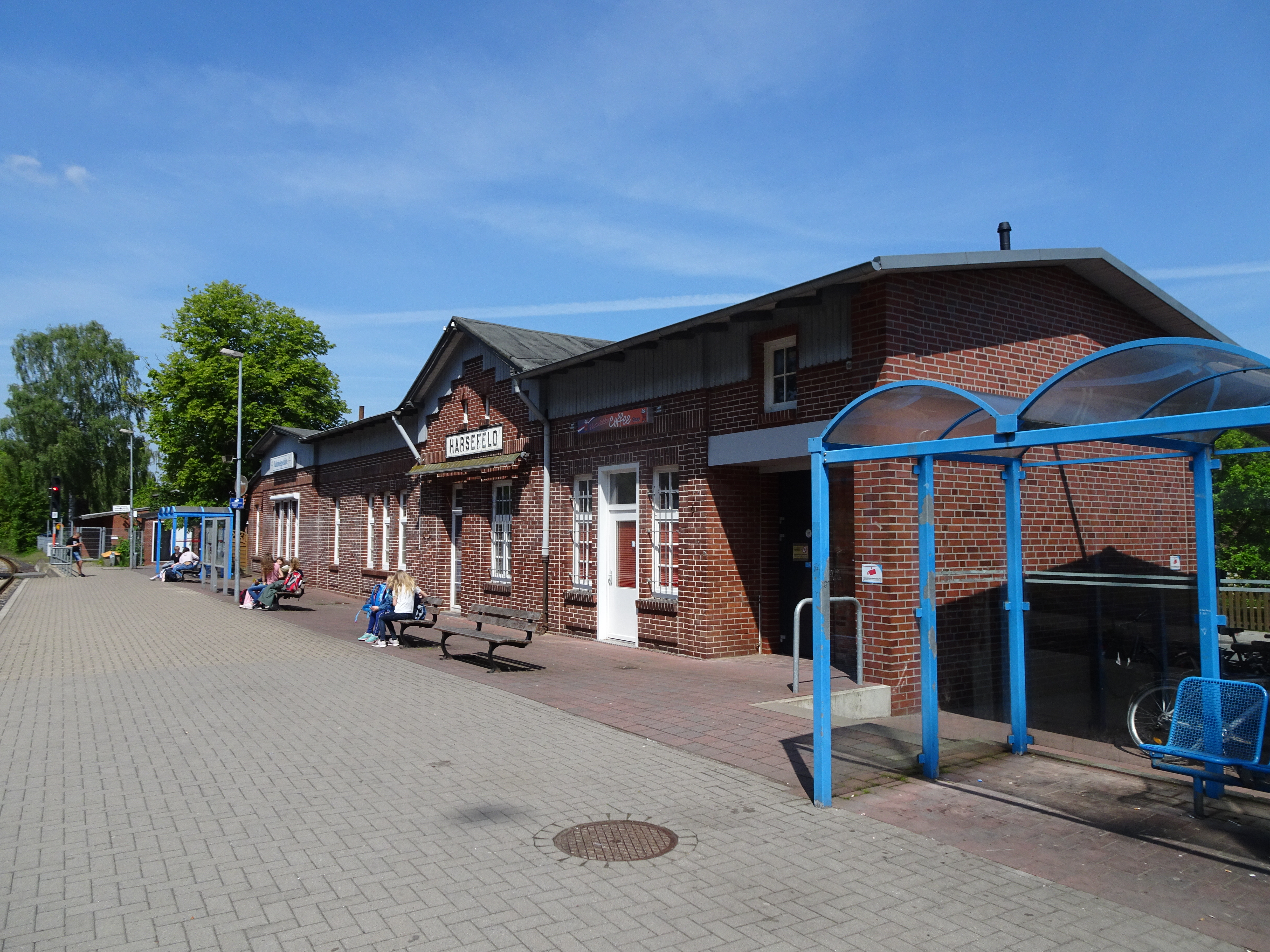
Bahnhof Harsefeld

Harsefeld ist mit dem gleichnamigen Bahnhof an die Bahnstrecken Buxtehude–Harsefeld und Bremerhaven-Wulsdorf–Buchholz angebunden. Letztere Strecke ist zwischen Harsefeld und Buchholz stillgelegt. Im Ortsteil Ruschwedel befindet sich ebenfalls ein Haltepunkt. Die Strecken werden von der EVB betrieben und unterhalten und bieten Anschluss an die Bahnhöfe Bremerhaven Hauptbahnhof, Bremervörde und Buxtehude. Von überregionaler Bedeutung ist der etwa 14 km entfernte Bahnhof Buxtehude, der über die Niederelbebahn an Hamburg, Cuxhaven und Stade angeschlossen ist.
| Linie | Linienverlauf | Takt (min) | EVU |
| ----- | --- | ---------- | --- |
| RB33  | Cuxhaven – Nordholz – Dorum – Wremen – Bremerhaven-Lehe – Bremerhaven Hbf (– Bremerhaven-Wulsdorf – Sellstedt – Wehdel – Geestenseth – Frelsdorf – Heinschenwalde – Oerel – Bremervörde – Hesedorf – Kutenholz – Brest-Aspe – Bargstedt – Harsefeld – Ruschwedel – Apensen – Buxtehude) | 60         | EVB |

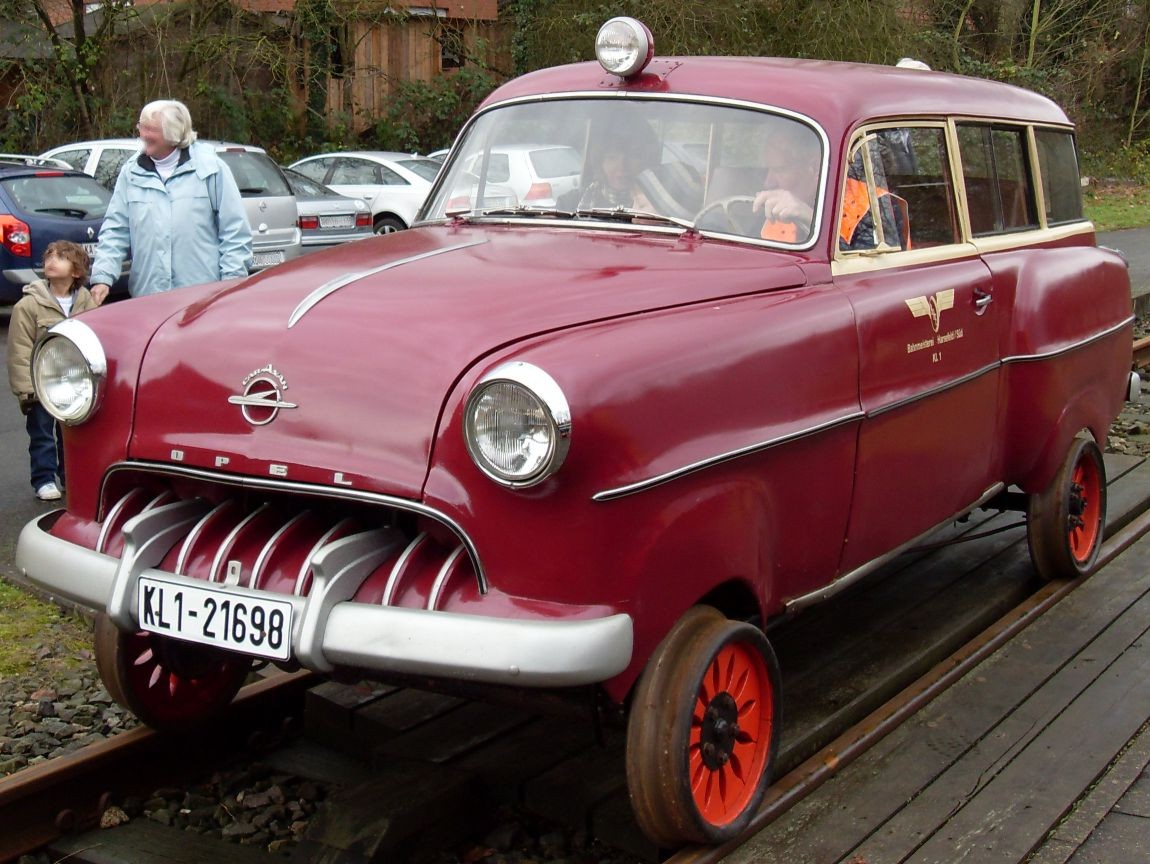
Historisches Fahrzeug der Buxtehude-Harsefelder Eisenbahnfreunde e. V.

Harsefeld erhielt seine erste Eisenbahnanbindung 1902 durch den Bau der Strecke Buchholz–Bremervörde–Bremerhaven. 1928 kam die Strecke nach Buxtehude hinzu. Auf beiden Strecken wurde der Personenverkehr 1968/1969 eingestellt; seit 1993 wird Harsefeld wieder planmäßig von Personenzügen der EVB angefahren, die zwischen Bremerhaven und dem Bahnhof Buxtehude pendeln.
Im Lokschuppen unterhalten die Buxtehude-Harsefelder Eisenbahnfreunde einen historischen WUMAG-Triebwagen Nürnberg 761 von 1926 und weitere historische Fahrzeuge u. a. einen auf Schienenbetrieb umgebauten Opel Olympia Rekord von 1953.

## Persönlichkeiten

### Ehrenbürger
- Seit 1. September 2018: Gustav Viebrock (1929–2019), Unternehmer, Gründer des Unternehmens Viebrockhaus in Harsefeld

### In Harsefeld geboren
- Carl Friederichs (1797–1862), Richter und Abgeordneter des Oldenburger Landtags
- Otto Albrecht von Düring (1807–1875), Justizminister des Königreichs Hannover
- August Louis Detlev von Schrader (1810–1859), Landrat und Parlamentarier
- Franz Adickes (1846–1915), Oberbürgermeister von Frankfurt am Main
- Willi Wegewitz (1898–1996), Archäologe und Heimatforscher
- Richard Podloucky (* 1947), Biologe
- Jürgen Fitschen (* 1948), ehemaliger Co-Vorsitzender des Vorstands der Deutschen Bank
- Angelika Mertens (1952–2019), SPD-Politikerin
- Birger Corleis (1955–2012), Musiker
- Uwe Ruprecht (* 1958), Schriftsteller und Journalist

### Mit Harsefeld verbunden
- Johann Friedrich Andreas Huth = Frederick Huth (1777–1864), bedeutender Kaufmann und Bankier in London, in Stade geboren, kam 1781 nach Harsefeld und besuchte dort die Schule
- Heinrich Behnken (1880–1960), Lehrer und plattdeutscher Autor